# 네 무덤에 침을 뱉어라 2
《네 무덤에 침을 뱉어라 2》(영어: I Spit on Your Grave 2)는 2013년 공개된 미국의 공포 영화이다.

## 출연

### 주연
- 젬마 달렌더
- 조 앱솔롬
- 알렉산다 알렉시브
- 야보르 바하로프

### 조연
- 메리 스토클리
- 피터 실버리프
- 캐시 반필드
- 디모 알렉시예프
- 이반 이바노브-바노
- 메리 스토클리
- 마이클 딕슨
- 발렌틴 펠카
- 조지 즈라타레브
- 크라지미르 오타치브

## 기타
- 공동제작: 빌 베리
- 공동제작: 아담 드리스콜
- 공동제작: 닐 엘만
- 공동제작: 다니엘 길보이
- 조감독: 페트야 이브티모바
- 조감독: 리사 M. 핸슨
- 세트: 로즌 스테파노브
- 분장: 야나 스토야노바
- 헤어: 페트야 시메오노바
- 의상: 데실라바 안도노바
- 섭외: 질리언 하우저
- 프로덕션매니저: 발렌틴 디미트로브
- 프로덕션매니저: 리사 M. 핸슨